# Cabeza Baja de Encina Hermosa
El cerro de Cabeza Baja de Encima Hermosa se encuentra situado en el término municipal de Castillo de Locubín (provincia de Jaén, España). Se trata de una meseta alargada en sentido noreste-suroeste, con una cota máxima de 810 metros sobre el nivel del mar y presenta en todas direcciones pendientes abruptas. Los arroyos de Chiclana al oeste y de la Piedra al este bordean la meseta, siendo ambos tributarios del río San Juan. Este río, afluente del Guadajoz, nace en la confluencia de varios arroyos de la Sierra de Valdepeñas de Jaén con el Guadalcotón, que constituye el paso natural de la comarca hacia el sur.
La meseta se sitúa centralmente en la cuenca de este río. Tanto en sentido este-oeste, como norte-sur, el cerro representa el punto medio de la cuenca del río, una situación óptima para la explotación del valle. Este valle se encuentra cerrado al sur por las sierras de San Pedro y La Camuña, al norte por las de Ahillo y de La Grana, al este por La Morenita y el Marroquí e incluso, antes de desembocar en el río Guadajoz, atraviesa Sierra Caniles. Todas estas elevaciones presentan características similares en cuanto a estructura geológica y relieve al resto del subbético jiennense. Junto al río, los depósitos erosivos más recientes permiten el desarrollo de suelos fértiles, donde hoy se desarrollan cultivos de huerta, aprovechando las posibilidades que ofrece el regadío.
La dispersión de los materiales en la superficie ocupa toda la extensión de la meseta y sus laderas, aunque la mayor concentración de materiales en la cima de la meseta y la presencia en superficie de restos de construcciones nos indica que la extensión real del asentamiento se reduce a la parte alta, mientras que la aparición de cerámica en las laderas se ha de entender como resultado de la erosión.
La primera ocupación de Cabeza Baja tuvo lugar durante la Edad del Cobre, como demuestra el hallazgo de algunas cerámicas realizadas a mano, fundamentalmente platos de borde engrosado, cuencos y cazuelas. Posteriormente vuelve a ocuparse en época ibero-romana, estableciéndose un asentamiento fortificado por un lienzo de muralla de unos tres metros de anchura que circunda el área habitacional, lo que califica a este yacimiento como un oppidum.
La realización en Cabeza Baja de una excavación de urgencia en 1986 ofreció una serie de datos arqueológicos claves para definir la entidad del yacimiento. Los resultados mostraron la presencia de edificaciones de planta rectangular con paredes construidas con aparejo irregular, revocadas y estucadas en rojo, o bien encaladas. Se ha podido identificar la funcionalidad de algunas de estas dependencias como pertenecientes a un pequeño complejo termal, una cisterna y restos de una prensa de aceite datada a comienzos del siglo I. Con todo, el hallazgo más importante y el que puede dar una idea más aproximada de la entidad del asentamiento se encuentra en la zona central de la meseta, donde se localizan los restos de una domus de planta cuadrada, con pórtico elevado sobre el nivel de la calle, del cual se accede a una serie de dependencias dispuestas en torno a patios y comunicadas por corredores longitudinales, identificadas por sus excavadores como tabernae. A tenor de los datos obtenidos del registro arqueológico, el oppidum de Cabeza Baja de Encina Hermosa se desarrolla entre finales del siglo III a. C. y mediados del siglo II d. C.